# 사헬 전쟁
사헬 전쟁(프랑스어: Guerre du Sahel)은 서아프리카 사헬 일대에서 마그레브 반란의 여파로 2016년부터 일어난 이슬람 급진주의 세력의 반란으로, 부르키나파소, 니제르 일대에서 시작되어 주변국인 코트디부아르, 나이지리아, 베냉, 토고 등지로 확산되고 있는 분쟁이다. 사헬에서의 지하디스트 반란(영어: Jihadist Insurgencies in the Sahel) 또는 사헬에서의 이슬람주의자 반란(영어: Islamist insurgency in the Sahel)이라고도 불린다.
2002년 알제리 내전이 종식된 이후, 2003년 지도층에 변화가 생긴 GSPC는 2007년 이름을 알카에다 이슬람 마그레브 지부(AQIM)로 바꾸고 알카에다에 복속하게 된다. 이후 2010년대 아랍의 봄과 사헬 지역 일대의 정치적 혼란으로 안보에 위기가 생겼고, 이 틈을 타 알카에다를 비롯한 수많은 이슬람 급진주의 세력들이 사헬 지역으로 활동 범위를 넓혔다. 부르키나파소와 니제르가 주요 테러 공격이 발생하는 곳이지만, 토고, 베냉 등 사헬 지역 이남에서도 이슬람 급진주의자들이 일으킨 것으로 의심되는 공격이 발생했고, 가나, 카메룬, 차드 등 이슬람 급진주의자들의 공격이 없음에도 여러 협약과 안보 위협이 원인이 되어 참전하는 국가도 있다.
이슬람 급진주의 세력의 확산을 막기 위해, 다양한 국가들이 사헬 지역의 국가들을 지원하고 있으며, 여러 다국적 협력 조직이 탄생하기도 했다. 2013년부터 말리 전쟁에 개입한 프랑스는 2014년 7월 세발 작전을 종료하고 사헬 전체로 작전 범위를 넓힌 바르칸 작전을 개시했다. 프랑스 외에도 사헬 지역에서의 이슬람 급진주의 세력을 진압하기 위해 미국은 2002년 범사하라 계획을 출범했고, 2007년 주니퍼 실드 작전을 개시했으며, 2008년 아프리카 역내의 안보를 강화하고 아프리카 국가들과의 협력을 강화하기 위해 미국 아프리카 사령부를 발족했다.

## 같이 보기
- 마그레브 반란 (2002년~현재)

### 내용주
1. ↑  나이지리아 북부에서 활동하던 보코 하람, 말리에서 활동하던 안사르 디네 등은 주변 서아프리카 국가들로 공격 범위를 넓혔다.[9]